# Ernest Davies
Ernest Albert John Davies (18 mai 1902 - 16 septembre 1991) est un journaliste britannique, auteur et homme politique du parti travailliste.

## Jeunesse
Né à Londres, Davies est le fils d'Albert Emil Davies (en), écrivain, conférencier et membre éminent du Parti travailliste du London County Council. Davies fait ses études au Wycliffe College et à l'Université de Londres et obtient un diplôme en journalisme. En 1922, il se rend aux États-Unis où il travaille pendant plusieurs années. Il épouse Natalie Rossin de New York en 1926 et le couple a trois enfants.

## Journalisme
De 1929 à 1932, Davies est rédacteur en chef du Clarion, un hebdomadaire socialiste, et en 1932, il devient rédacteur en chef adjoint de son successeur éphémère, le New Clarion. De 1938 à 1940, il est gouverneur de la National Froebel Foundation (une fondation éducative). De 1940 à 1945, il travaille pour la BBC, devenant le responsable du service nord-américain en 1944. Cette même année, il divorce de sa première femme, épousant Peggy Yeo, avec qui il a une fille.
Il retourne au journalisme après avoir perdu son siège au parlement et est rédacteur en chef de Traffic Engineering and Control de 1960 à 1976 et rédacteur en chef de Antique Finder de 1962 à 1972.

## Politique
Davies rejoint la Fabian Society en 1919 et le Parti travailliste en 1924. Aux élections générales de 1935, il est le candidat du parti pour le siège de Peterborough, mais il n'est pas élu.
Les élections étant reportées en raison de la Seconde Guerre mondiale, Davies ne se présente à une autre élection qu'en 1945. Il est élu député d'Enfield, l'un des nombreux nouveaux députés travaillistes élus lors d'une vague électorale. Il est nommé secrétaire privé parlementaire d'Hector McNeil, ministre d'État au ministère des Affaires étrangères.
À la suite de changements de limites, Davies est élu dans la nouvelle circonscription d'Enfield East aux élections générales de 1950. Il est brièvement sous-secrétaire d'État parlementaire aux Affaires étrangères sous Ernest Bevin et Herbert Morrison avant que le parti travailliste ne perde le pouvoir aux élections générales de 1951. Il prend sa retraite du Parlement aux élections générales de 1959.

## Publications
- Finance. How money is managed (Editor) (Odhams Press, London, 1935)
- How much Compensation? A problem of transfer from private to public enterprise (Victor Gollancz; New Fabian Research Bureau, London, 1937)
- "National" Capitalism: the government's record as protector of private monopoly (Victor Gollancz, London, 1939)
- The State and the Railways (Victor Gollancz; Fabian Society, London, 1940)
- American Labour: the story of the American trade union movement (George Allen & Unwin; Fabian Society, London, 1943)
- British Transport: a study in industrial organisation and control (Fabian Publications, [London,] 1945)
- National Enterprise: the development of the public corporation (Victor Gollancz, London, 1946)
- Nationalization of Transport (Labour Party, London, [1947])
- Problems of Public Ownership (Labour Party, London, [1952])
- Roads and their Traffic (Editor) (Blackie & Son, London & Glasgow, 1960).
- Britain's Transport Crisis: a socialist's view (Arthur Barker, [London, 1960])
- Traffic Engineering and Control (Managing Editor), 1960–76
- Transport in Greater London (London School of Economics and Political Science: [London,] 1962)
- Antique Finder (Managing Editor), 1962–72
- Traffic Engineering Practice (editor) (E. & F. N. Spon, London, 1963)

La British Library of Political and Economic Science possède une collection d'articles relatifs à son travail politique (datés d'environ 1935 à 1987)